# Bülow (famiglia)

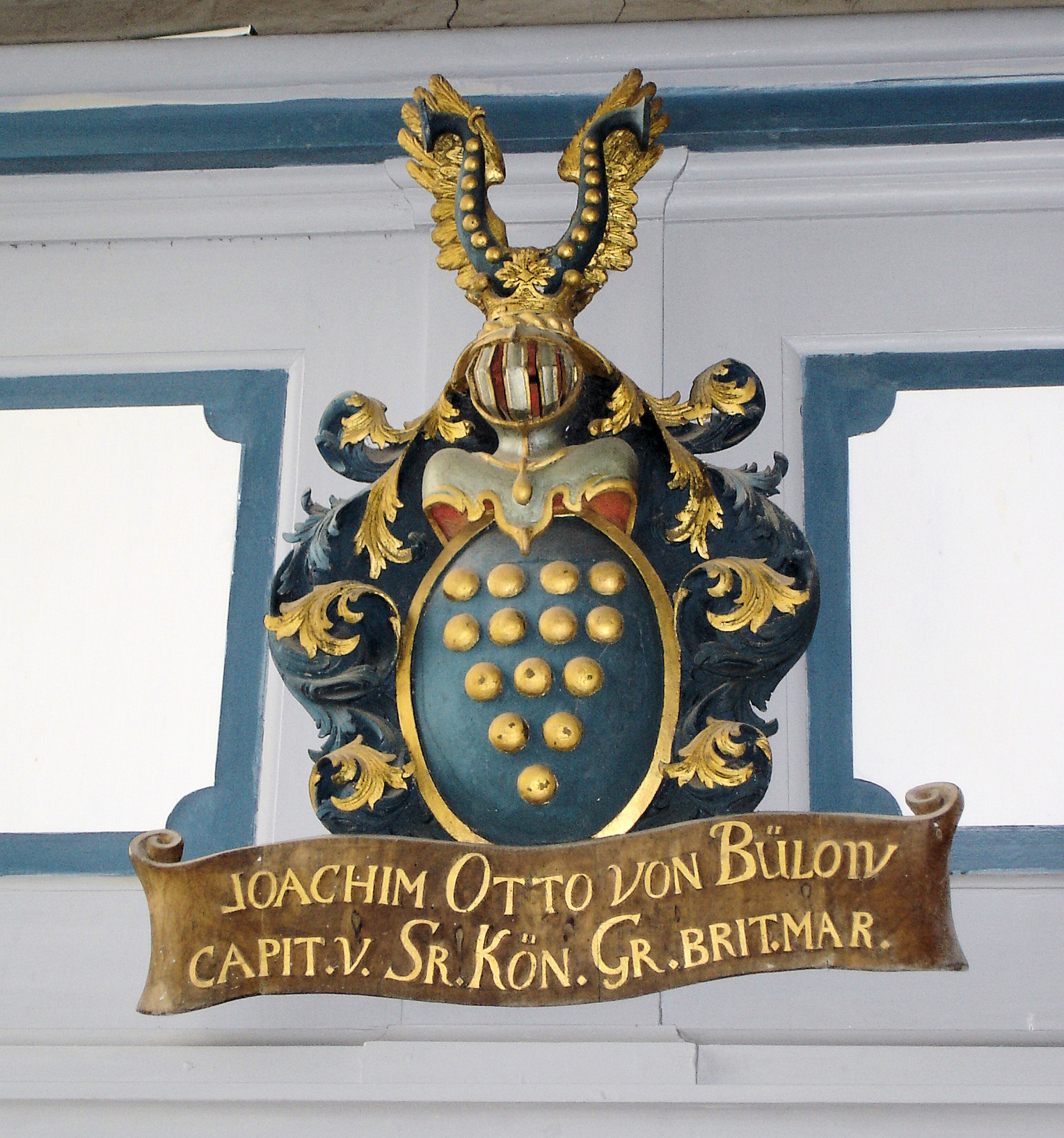
Stemma di Casa von Bülow nella chiesa di Plüschow

La Casata von Bülow è un'antica famiglia nobile tedesca di origine mecklenburgese, con rami stabiliti nel tempo in Danimarca, Svezia, Norvegia, Paesi Bassi e Regno Unito.

## Storia

### Origini
Le origini documentate della famiglia risalgono al cavaliere Godofridus de Bulowe, menzionato in un atto del 1229. Il nome deriva con ogni probabilità dal villaggio di Bülow, situato presso Königsfeld nel principato di Ratzeburg. Godofridus è noto per aver donato terre all'Abbazia di Rehna. Il nome “Bülow” sembra derivare dal termine locale per “oriole”, l'uccello che figura nello stemma della casata.

### Espansione e possedimenti
Nel corso del XIII secolo, i von Bülow acquisirono numerosi possedimenti nei territori del Mecklenburg, arrivando a controllare oltre 110 proprietà, di cui 9 rimasero nelle mani della famiglia fino al 1945. Dal 1470, la famiglia risiede nel maniero di Gudow, nell’allora ducato di Sassonia-Lauenburg, ancora oggi di proprietà del ramo principale.
Durante il tardo medioevo, quattro membri della famiglia furono vescovi di Schwerin, mentre Dietrich von Bülow fu vescovo di Lebus dal 1490 al 1523. Un evento storico rilevante si ebbe nel 1383, quando Heinrich von Bülow (detto Grotekop) incendiò la città di Wilsnack. La chiesa successivamente ricostruita divenne un celebre luogo di pellegrinaggio.

### Età moderna e contemporanea
Numerosi membri del casato ricoprirono cariche di rilievo nella nobiltà e nella politica tedesca. Nel XVIII secolo e XIX secolo, si distinsero in ambito militare e culturale. La famiglia ottenne il titolo di Freiherr (barone), poi quello di Graf (conte), e infine quello di Fürst (principe).

## Membri illustri
- Friedrich Wilhelm von Bülow (1755–1816), generale prussiano distintosi nelle guerre napoleoniche, in particolare nella Battaglia di Lipsia e a Waterloo.
- Adam Heinrich Dietrich von Bülow (1757–1808), teorico militare e ufficiale prussiano.
- Hans von Bülow (1830–1894), pianista, direttore d’orchestra e marito di Cosima Liszt, poi moglie di Richard Wagner.
- Bernhard von Bülow (1849–1929), Cancelliere del Reich dal 1900 al 1909; divenne Fürst nel 1905.
- Sunny von Bülow (1932–2008), ereditiera americana, al centro di un controverso caso giudiziario che ispirò il film Reversal of Fortune.
- Claus von Bülow (1926–2019), avvocato e mondano danese, processato (e assolto) per il tentato omicidio della moglie.

## Araldica

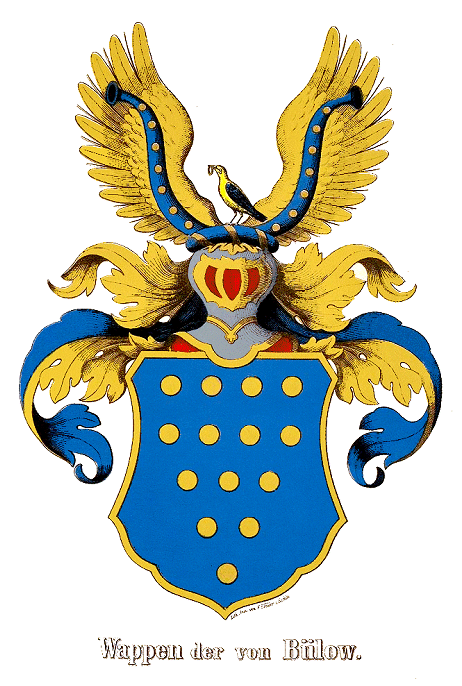
Blasone dei Vom Bülow

Lo stemma della casata è d’azzurro, caricato da quattordici sferette d’oro, disposte "4‑4‑3‑2‑1". Il cimiero è formato da un’oriole con un anello nel becco, posta fra corna di bue ornate di sferette.